# Condado de Zwoleń
Condado de Zwoleń (polaco: powiat zwoleński) é um powiat (condado) da Polónia, na voivodia de Mazóvia. A sede do condado é a cidade de Zwoleń. Estende-se por uma área de 571,24 km², com 37 232 habitantes, segundo os censos de 2005, com uma densidade 65,18 hab/km².

## Divisões admistrativas
O condado possui:
Comunas urbana-rurais: Zwoleń
Comunas rurais: Kazanów, Policzna, Przyłęk, Tczów
Cidades: Zwoleń

## Demografia
População (dados de 30 de Junho de 2005):
|          | Total   | Total | Mulheres | Mulheres | Homens  | Homens |
| -------- | ------- | ----- | -------- | -------- | ------- | ------ |
|          | pessoas | %     | pessoas  | %        | pessoas | %      |
| Total    | 37 232  | 100   | 18 723   | 50,3     | 18 509  | 49,7   |
| Cidades  | 8164    | 100   | 4251     | 52,1     | 3913    | 47,9   |
| Povoados | 29 068  | 100   | 14 472   | 49,8     | 14 596  | 50,2   |